# Мария Антония Бурбон-Сицилийская (1814—1898)
Мария-Антония-Анна де Бурбон (итал. Maria Antonia Anna di Borbone-Due Sicilie; 19 декабря 1814[…], Палермо — 7 ноября 1898, Гмунден, Верхняя Австрия) — принцесса королевства обеих Сицилий из дома неаполитанских Бурбонов, Великая герцогиня Тосканская (1833—1859).

## Биография

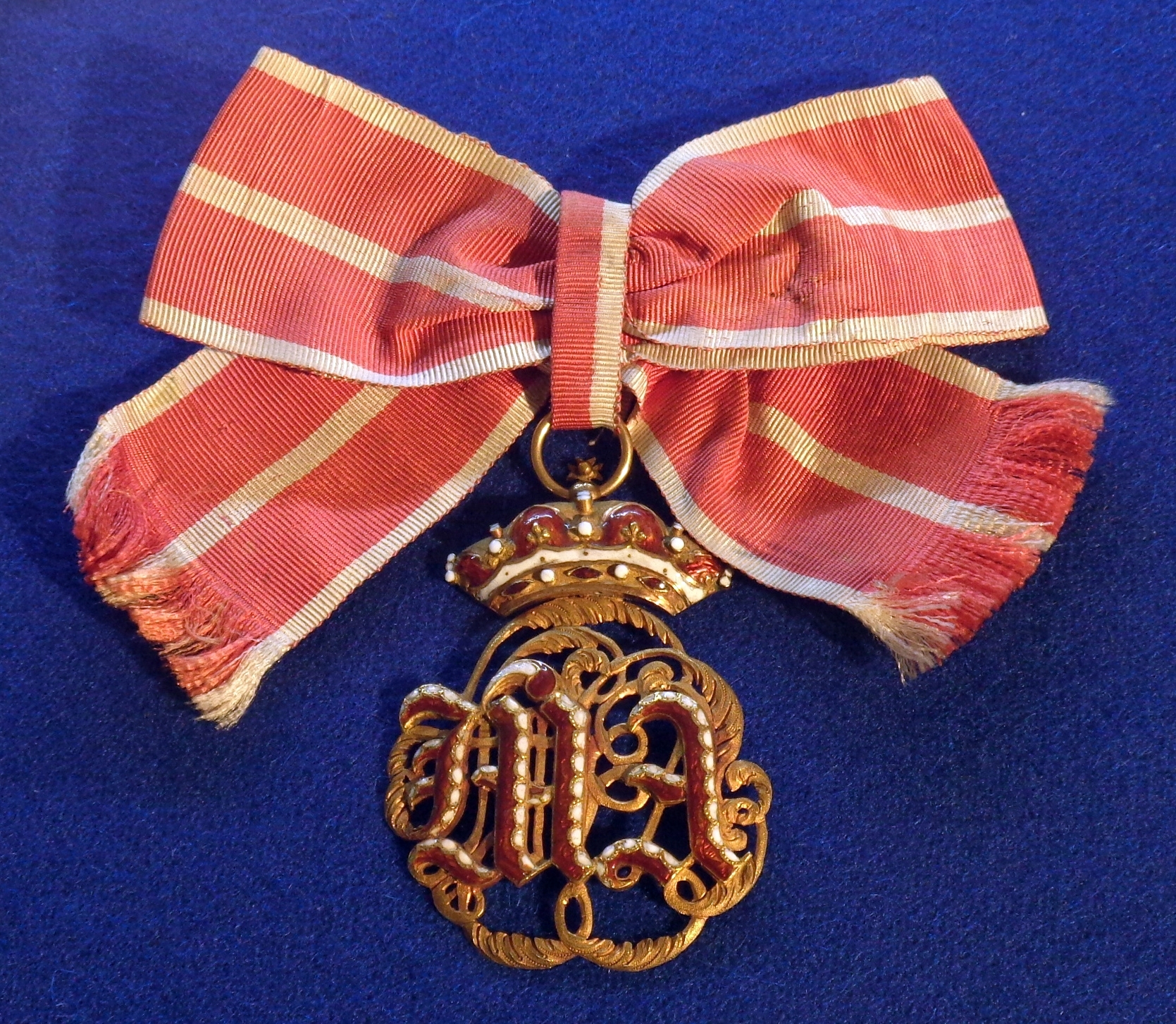
Наградной вензельный знак Марии Антонии для придворных дам

Принцесса Мария-Антония была дочерью короля Обеих Сицилий Франциска I и инфанты испанской Марии-Изабеллы. 7 июня 1833 года в Неаполе она вышла замуж за Леопольда, своего двоюродного брата, сына великого герцога Тосканского Фердинанда III. Вследствие войны за объединение Италии, 27 апреля 1859 года великий герцог Леопольд II вместе со всеми членами своей семьи вынужден был бежать из охваченной беспорядками Тосканы в Австрийскую империю. 21 июля того же года он отказался от тосканского престола в пользу своего сына, Фердинанда IV. В 1860 году семья Марии-Антонии переезжает в Чехию, в замок Брандис-над-Лабем. После того, как политическое положение в Италии относительно урегулировалось, великий герцог со своей супругой в ноябре 1869 года приехал в Рим. Здесь он и скончался 29 января 1870 года, поддерживаемый до последней минуты Марией-Антонией.
После смерти мужа вдовствующая великая герцогиня уехала в Австрию, на озеро Траунзе. Здесь она вела весьма активный образ жизни, и уже в весьма почтенном возрасте предприняла путешествие на остров Мальорку, к своему сыну Людовику-Сальвадору.

## Семья
Мария-Антония в браке с Леопольдом II имела 10 детей:
- Мария-Изабелла Австрийская (1834—1901)
- Фердинанд IV (1835—1908), великий герцог Тосканский (1859—1860)
- Мария-Терезия (1836—1838)
- Мария-Кристина (1838—1849)
- Карл-Сальвадор (1839—1892)
- Мария-Анна (1840—1841)
- Райнер (1842—1844)
- Мария-Луиза (1845—1917)
- Людовик-Сальвадор (1847—1915)
- Иоганн-Сальвадор (1852—1890/91)